# Ranglisten der indischen Bundesstaaten
Dieser Artikel sortiert indische Bundesstaaten und Unionsterritorien nach verschiedenen geographischen, demographischen, ökonomischen und sozialen Indikatoren. Die ersten zwei Listen zeigen den Verwaltungsstand von Februar 2020 mit den Unionsterritorien Jammu und Kashmir, Ladakh sowie Dadra und Nagar Haveli und Daman und Diu, die anderen den Stand von vor November 2019 mit dem mittlerweile aufgelösten Bundesstaat Jammu und Kashmir, von dem Ladakh abgetrennt wurde, und den separaten Unionsterritorien Dadra und Nagar Haveli sowie Daman und Diu, die im Januar 2020 zusammengelegt wurden.

## Geographie

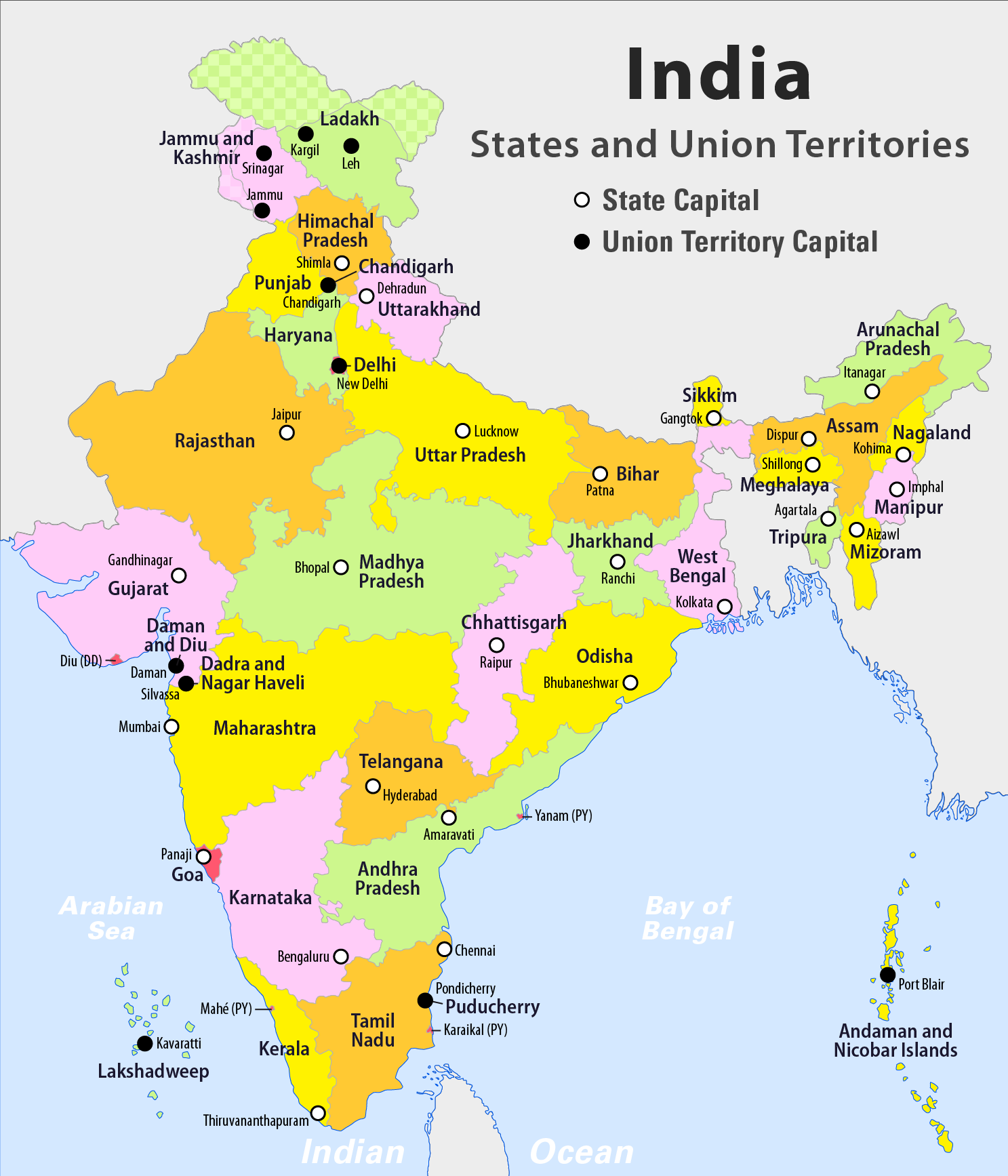
Bundesstaaten Indiens (mit Hauptstädten)

### Fläche
Indische Bundesstaaten und Unionsterritorien nach ihrer Fläche. Unionsterritorien ohne Rangangabe.
| Rang | Bundesstaat                              | Fläche in km² | Anteil in Prozent |
| ---- | ---------------------------------------- | ------------- | ----------------- |
| 1    | Rajasthan                                | 342.239       | 10,41 %           |
| 2    | Madhya Pradesh                           | 308.352       | 9,37 %            |
| 3    | Maharashtra                              | 307.713       | 9,36 %            |
| 4    | Uttar Pradesh                            | 240.928       | 7,33 %            |
| 5    | Gujarat                                  | 196.244       | 5,96 %            |
| 6    | Karnataka                                | 191.791       | 5,83 %            |
| 7    | Andhra Pradesh                           | 162.968       | 4,87 %            |
| 8    | Odisha                                   | 155.707       | 4,73 %            |
| 9    | Chhattisgarh                             | 135.191       | 4,11 %            |
| 10   | Tamil Nadu                               | 130.058       | 3,95 %            |
| 11   | Telangana                                | 112.077       | 3,49 %            |
| 12   | Bihar                                    | 94.165        | 2,86 %            |
| 13   | Westbengalen                             | 88.752        | 2,70 %            |
| 14   | Arunachal Pradesh                        | 83.743        | 2,54 %            |
| 15   | Jharkhand                                | 79.714        | 2,42 %            |
| 16   | Assam                                    | 78.438        | 2,38 %            |
| -    | Ladakh*                                  | 59.146        | 1,80 %            |
| 17   | Himachal Pradesh                         | 55.673        | 1,70 %            |
| 18   | Uttarakhand                              | 53.483        | 1,62 %            |
| 19   | Punjab                                   | 50.362        | 1,53 %            |
| 20   | Haryana                                  | 44.212        | 1,34 %            |
| -    | Jammu und Kashmir*                       | 42.241        | 1,28 %            |
| 21   | Kerala                                   | 38.863        | 1,18 %            |
| 22   | Meghalaya                                | 22.429        | 0,68 %            |
| 23   | Manipur                                  | 22.327        | 0,68 %            |
| 24   | Mizoram                                  | 21.081        | 0,64 %            |
| 25   | Nagaland                                 | 16.579        | 0,50 %            |
| 26   | Tripura                                  | 10.486        | 0,31 %            |
| -    | Andamanen und Nikobaren                  | 8.249         | 0,25 %            |
| 27   | Sikkim                                   | 7.096         | 0,21 %            |
| 28   | Goa                                      | 3.702         | 0,11 %            |
| -    | Delhi                                    | 1.483         | 0,04 %            |
| -    | Dadra und Nagar Haveli und Daman und Diu | 603           | 0,02 %            |
| -    | Puducherry                               | 492           | 0,01 %            |
| -    | Chandigarh                               | 114           | 0,003 %           |
| -    | Lakshadweep                              | 32            | 0,001 %           |
|      | Indien                                   | 3.287.263     | 100 %             |

* Von Indien kontrollierter Teil

### Hauptstadt und größte Stadt
Indische Bundesstaaten und Unionsterritorien nach ihrer Hauptstadt und der jeweils größten Stadt laut der Volkszählung 2011.
| Bundesstaat                              | Hauptstadt         | Größte Stadt       |
| ---------------------------------------- | ------------------ | ------------------ |
| Andamanen und Nikobaren                  | Port Blair         | Port Blair         |
| Andhra Pradesh                           | Amaravati          | Visakhapatnam      |
| Arunachal Pradesh                        | Itanagar           | Itanagar           |
| Assam                                    | Dispur             | Guwahati           |
| Bihar                                    | Patna              | Patna              |
| Chandigarh                               | Chandigarh         | Chandigarh         |
| Chhattisgarh                             | Raipur             | Raipur             |
| Dadra und Nagar Haveli und Daman und Diu | Daman              | Silvassa           |
| Delhi                                    | Delhi              | Delhi              |
| Goa                                      | Panaji             | Mormugao           |
| Gujarat                                  | Gandhinagar        | Ahmedabad          |
| Haryana                                  | Chandigarh         | Faridabad          |
| Himachal Pradesh                         | Shimla             | Shimla             |
| Jammu und Kashmir                        | Srinagar / Jammu   | Srinagar           |
| Jharkhand                                | Ranchi             | Ranchi             |
| Karnataka                                | Bangalore          | Bangalore          |
| Kerala                                   | Thiruvananthapuram | Thiruvananthapuram |
| Ladakh                                   | Leh                | Leh                |
| Lakshadweep                              | Kavaratti          | Kavaratti          |
| Madhya Pradesh                           | Bhopal             | Indore             |
| Maharashtra                              | Mumbai             | Mumbai             |
| Manipur                                  | Imphal             | Imphal             |
| Meghalaya                                | Shillong           | Shillong           |
| Mizoram                                  | Aizawl             | Aizawl             |
| Nagaland                                 | Kohima             | Dimapur            |
| Odisha                                   | Bhubaneswar        | Bhubaneswar        |
| Puducherry                               | Puducherry         | Puducherry         |
| Punjab                                   | Chandigarh         | Ludhiana           |
| Rajasthan                                | Jaipur             | Jaipur             |
| Sikkim                                   | Gangtok            | Gangtok            |
| Tamil Nadu                               | Chennai            | Chennai            |
| Telangana                                | Hyderabad          | Hyderabad          |
| Tripura                                  | Agartala           | Agartala           |
| Uttarakhand                              | Dehradun           | Dehradun           |
| Uttar Pradesh                            | Lucknow            | Lucknow            |
| Westbengalen                             | Kalkutta           | Kalkutta           |
| Indien                                   | Neu-Delhi          | Mumbai             |

## Demografie

### Einwohnerzahl
Indische Bundesstaaten und Unionsterritorien nach ihrer Einwohnerzahl (Volkszählung 2011).
| Rang | Bundesstaat                              | Einwohnerzahl | Anteil in Prozent |
| ---- | ---------------------------------------- | ------------- | ----------------- |
| 1    | Uttar Pradesh                            | 199.812.341   | 16,49 %           |
| 2    | Maharashtra                              | 112.372.972   | 9,28 %            |
| 3    | Bihar                                    | 103.804.637   | 8,58 %            |
| 4    | Westbengalen                             | 91.347.736    | 7,55 %            |
| 5    | Madhya Pradesh                           | 72.597.565    | 6,00 %            |
| 6    | Tamil Nadu                               | 72.138.958    | 5,96 %            |
| 7    | Rajasthan                                | 68.621.012    | 5,67 %            |
| 8    | Karnataka                                | 61.130.704    | 5,05 %            |
| 9    | Gujarat                                  | 60.383.628    | 5,00 %            |
| 10   | Andhra Pradesh                           | 49.386.799    | 4,08 %            |
| 11   | Odisha                                   | 41.947.358    | 3,47 %            |
| 12   | Telangana                                | 35.286.757    | 2,97 %            |
| 13   | Kerala                                   | 33.387.677    | 2,76 %            |
| 14   | Jharkhand                                | 32.988.134    | 2,72 %            |
| 15   | Assam                                    | 31.169.272    | 2,58 %            |
| 16   | Punjab                                   | 27.704.236    | 2,30 %            |
| 17   | Chhattisgarh                             | 25.540.196    | 2,11 %            |
| 18   | Haryana                                  | 25.353.081    | 2,09 %            |
| -    | Delhi                                    | 16.787.941    | 1,38 %            |
| 19   | Jammu und Kashmir                        | 12.548.926    | 1,04 %            |
| 20   | Uttarakhand                              | 10.116.752    | 0,84 %            |
| 21   | Himachal Pradesh                         | 6.864.602     | 0,57 %            |
| 22   | Tripura                                  | 3.671.032     | 0,30 %            |
| 23   | Meghalaya                                | 2.964.007     | 0,24 %            |
| 24   | Manipur                                  | 2.721.756     | 0,22 %            |
| 25   | Nagaland                                 | 1.980.602     | 0,16 %            |
| 26   | Goa                                      | 1.457.723     | 0,12 %            |
| 27   | Arunachal Pradesh                        | 1.382.611     | 0,11 %            |
| -    | Puducherry                               | 1.244.464     | 0,10 %            |
| 28   | Mizoram                                  | 1.091.014     | 0,09 %            |
| -    | Chandigarh                               | 1.055.450     | 0,09 %            |
| 29   | Sikkim                                   | 607.688       | 0,05 %            |
| -    | Dadra und Nagar Haveli und Daman und Diu | 585.764       | 0,05 %            |
| -    | Andamanen und Nikobaren                  | 379.944       | 0,03 %            |
| -    | Lakshadweep                              | 64.429        | 0,01 %            |
|      | Indien                                   | 1.210.193.422 | 100 %             |

### Historische Bevölkerungsentwicklung
Bevölkerungsentwicklung der Indischen Bundesstaaten und Unionsterritorien (in ihrer Form vom 29. Oktober 2019, bevor Jammu und Kashmir aufgeteilt wurde) seit dem Jahre 1951. Die Bevölkerung des Staats Telangana zählte bis zum Jahr 2001 zu Andhra Pradesh.
| Bundesstaat             | 1951        | 1961        | 1971        | 1981        | 1991        | 2001          | 2011          |
| ----------------------- | ----------- | ----------- | ----------- | ----------- | ----------- | ------------- | ------------- |
| Uttar Pradesh           | 60.274.800  | 70.144.160  | 83.849.775  | 105.113.300 | 132.062.800 | 166.053.600   | 199.812.341   |
| Maharashtra             | 32.002.500  | 39.554.900  | 50.412.240  | 62.782.820  | 78.937.190  | 96.752.500    | 112.372.972   |
| Bihar                   | 29.085.900  | 34.841.490  | 42.126.800  | 52.303.000  | 64.531.200  | 82.879.910    | 103.804.637   |
| Westbengalen            | 26.300.670  | 34.926.000  | 44.312.017  | 54.580.650  | 68.077.970  | 80.221.300    | 91.347.736    |
| Madhya Pradesh          | 18.615.700  | 23.218.950  | 30.017.180  | 38.169.500  | 48.566.800  | 60.385.090    | 72.597.565    |
| Tamil Nadu              | 30.119.680  | 33.687.100  | 41.199.170  | 48.408.080  | 55.859.300  | 62.111.390    | 72.138.958    |
| Rajasthan               | 15.971.130  | 20.156.540  | 25.765.810  | 34.361.860  | 44.005.990  | 56.473.300    | 68.621.012    |
| Karnataka               | 19.402.500  | 23.587.910  | 29.299.015  | 37.135.710  | 44.977.200  | 52.734.986    | 61.130.704    |
| Gujarat                 | 16.263.700  | 20.633.305  | 26.697.488  | 34.085.800  | 41.309.580  | 50.597.200    | 60.383.628    |
| Andhra Pradesh          | 31.115.000  | 35.983.480  | 43.502.710  | 53.551.030  | 66.508.170  | 75.728.400    | 49.386.799    |
| Odisha                  | 14.646.100  | 17.549.500  | 21.944.625  | 26.370.270  | 31.659.740  | 36.707.900    | 41.947.358    |
| Telangana               | …           | …           | …           | …           | …           | …             | 35.286.757    |
| Kerala                  | 13.549.000  | 16.904.560  | 21.347.300  | 25.453.680  | 29.098.523  | 31.839.000    | 33.387.677    |
| Jharkhand               | 9.697.300   | 11.606.504  | 14.227.493  | 17.612.000  | 21.844.550  | 26.946.070    | 32.988.134    |
| Assam                   | 8.029.100   | 10.837.700  | 14.625.157  | 18.041.250  | 22.414.320  | 26.638.600    | 31.169.272    |
| Punjab                  | 9.160.990   | 11.135.404  | 13.551.069  | 16.788.920  | 20.281.971  | 24.289.130    | 27.704.236    |
| Chhattisgarh            | 7.457.700   | 9.154.330   | 11.637.800  | 14.010.110  | 17.615.600  | 20.834.530    | 25.540.196    |
| Haryana                 | 5.674.400   | 7.591.190   | 10.036.430  | 12.922.122  | 16.464.600  | 21.083.900    | 25.353.081    |
| Delhi                   | 1.744.500   | 2.659.990   | 4.066.400   | 6.220.973   | 9.421.311   | 13.851.503    | 16.787.941    |
| Jammu und Kashmir       | 3.254.650   | 3.561.100   | 4.616.632   | 5.987.389   | 7.718.700   | 10.070.300    | 12.548.926    |
| Uttarakhand             | 2.946.900   | 3.611.200   | 4.493.800   | 5.726.550   | 7.051.600   | 8.489.100     | 10.116.752    |
| Himachal Pradesh        | 2.386.940   | 2.812.300   | 3.460.434   | 4.280.818   | 5.170.877   | 6.077.453     | 6.864.602     |
| Tripura                 | 639.984     | 1.142.282   | 1.556.342   | 2.053.058   | 2.757.205   | 3.191.880     | 3.671.032     |
| Meghalaya               | 606.300     | 769.990     | 1.001.699   | 1.335.819   | 1.774.778   | 2.306.540     | 2.964.007     |
| Manipur                 | 578.060     | 780.340     | 1.073.509   | 1.421.290   | 1.837.900   | 2.294.480     | 2.721.756     |
| Nagaland                | 213.700     | 369.309     | 516.110     | 775.570     | 1.210.492   | 1.990.275     | 1.980.602     |
| Goa                     | 547.000     | 590.875     | 795.997     | 1.008.373   | 1.170.115   | 1.348.900     | 1.457.723     |
| Arunachal Pradesh       | …           | 337.300     | 468.885     | 632.502     | 865.900     | 1.098.328     | 1.382.611     |
| Puducherry              | 317.407     | 369.355     | 472.836     | 604.281     | 808.117     | 974.820       | 1,244.464     |
| Mizoram                 | 196.970     | 266.200     | 332.190     | 494.440     | 690.963     | 889.690       | 1.091.014     |
| Chandigarh              | 24.948      | 120.480     | 257.251     | 451.610     | 642.015     | 900.635       | 1.055.450     |
| Sikkim                  | 138.093     | 162.863     | 210.205     | 316.840     | 406.000     | 541.902       | 607.688       |
| Andamanen und Nikobaren | 31.480      | 64.160      | 115.874     | 189.496     | 281.990     | 356.650       | 379.944       |
| Dadra und Nagar Haveli  | 42.846      | 58.020      | 74.880      | 104.300     | 138.290     | 220.963       | 342.853       |
| Daman und Diu           | 49.482      | 37.587      | 63.000      | 79.842      | 102.110     | 158.080       | 242.911       |
| Lakshadweep             | 21.000      | 24.370      | 32.900      | 40.250      | 52.820      | 61.300        | 64.429        |
| Indien                  | 361.088.400 | 439.235.720 | 548.160.050 | 683.329.900 | 846.421.830 | 1.028.737.690 | 1.210.193.422 |

### Bevölkerungsdichte

Bevölkerungsdichte der Indischen Bundesstaaten

Indische Bundesstaaten und Unionsterritorien nach ihrer Einwohnerzahl je Quadratkilometer. Die Daten sind Ergebnisse der Volkszählung 2011.
| Rang | Bundesstaat             | Einwohner je km² |
| ---- | ----------------------- | ---------------- |
| -    | Delhi                   | 11.320 Ew./km²   |
| -    | Chandigarh              | 9.258 Ew./km²    |
| -    | Puducherry              | 2.547 Ew./km²    |
| -    | Daman und Diu           | 2.191 Ew./km²    |
| -    | Lakshadweep             | 2.149 Ew./km²    |
| 1    | Bihar                   | 1.106 Ew./km²    |
| 2    | Westbengalen            | 1.028 Ew./km²    |
| 3    | Kerala                  | 860 Ew./km²      |
| 4    | Uttar Pradesh           | 829 Ew./km²      |
| -    | Dadra und Nagar Haveli  | 700 Ew./km²      |
| 5    | Haryana                 | 573 Ew./km²      |
| 6    | Tamil Nadu              | 555 Ew./km²      |
| 7    | Punjab                  | 551 Ew./km²      |
| 8    | Jharkhand               | 414 Ew./km²      |
| 9    | Assam                   | 398 Ew./km²      |
| 10   | Goa                     | 394 Ew./km²      |
| 11   | Maharashtra             | 365 Ew./km²      |
| 12   | Tripura                 | 350 Ew./km²      |
| 13   | Karnataka               | 319 Ew./km²      |
| 14   | Andhra Pradesh          | 310 Ew./km²      |
| 14   | Telangana               | 310 Ew./km²      |
| 16   | Gujarat                 | 308 Ew./km²      |
| 17   | Odisha                  | 270 Ew./km²      |
| 18   | Madhya Pradesh          | 236 Ew./km²      |
| 19   | Rajasthan               | 200 Ew./km²      |
| 20   | Chhattisgarh            | 189 Ew./km²      |
| 20   | Uttarakhand             | 189 Ew./km²      |
| 22   | Meghalaya               | 132 Ew./km²      |
| 23   | Jammu und Kashmir       | 124 Ew./km²      |
| 24   | Himachal Pradesh        | 123 Ew./km²      |
| 25   | Nagaland                | 119 Ew./km²      |
| 26   | Manipur                 | 115 Ew./km²      |
| 27   | Sikkim                  | 86 Ew./km²       |
| 28   | Mizoram                 | 52 Ew./km²       |
| -    | Andamanen und Nikobaren | 46 Ew./km²       |
| 29   | Arunachal Pradesh       | 17 Ew./km²       |
|      | Indien                  | 382 Ew./km²      |

### Geschlechterverhältnis
Indische Bundesstaaten und Unionsterritorien nach ihrer Geschlechterverhältnis (Volkszählungen 2011 und 2001). Angegeben ist die Anzahl der Frauen je 1.000 Männer.
| Rang | Bundesstaat                    | Geschlechterverhältnis | Geschlechterverhältnis | Geschlechterverhältnis | Geschlechterverhältnis |
| Rang | Bundesstaat                    | Zensus 2011            | Zensus 2011            | Zensus 2001            | Zensus 2001            |
| Rang | Bundesstaat                    | Gesamt                 | Alter 0–6              | Gesamt                 | Alter 0–6              |
| ---- | ------------------------------ | ---------------------- | ---------------------- | ---------------------- | ---------------------- |
| 1    | Kerala                         | 1.084                  | 964                    | 1.058                  | 960                    |
| -    | Puducherry                     | 1.037                  | 967                    | 1.001                  | 967                    |
| 2    | Tamil Nadu                     | 996                    | 943                    | 987                    | 942                    |
| 3    | Andhra Pradesh (mit Telangana) | 993                    | 939                    | 978                    | 961                    |
| 4    | Chhattisgarh                   | 991                    | 969                    | 989                    | 975                    |
| 5    | Meghalaya                      | 989                    | 970                    | 972                    | 973                    |
| 6    | Manipur                        | 985                    | 930                    | 974                    | 957                    |
| 7    | Odisha                         | 979                    | 941                    | 972                    | 953                    |
| 8    | Mizoram                        | 976                    | 970                    | 935                    | 964                    |
| 9    | Goa                            | 973                    | 942                    | 961                    | 938                    |
| 10   | Karnataka                      | 973                    | 948                    | 965                    | 946                    |
| 11   | Himachal Pradesh               | 972                    | 909                    | 968                    | 896                    |
| 12   | Uttarakhand                    | 963                    | 890                    | 962                    | 908                    |
| 13   | Tripura                        | 960                    | 957                    | 948                    | 966                    |
| 14   | Assam                          | 958                    | 962                    | 935                    | 965                    |
| 15   | Westbengalen                   | 950                    | 956                    | 934                    | 960                    |
| 16   | Jharkhand                      | 948                    | 948                    | 941                    | 965                    |
| -    | Lakshadweep                    | 946                    | 911                    | 948                    | 959                    |
| 17   | Arunachal Pradesh              | 938                    | 972                    | 893                    | 964                    |
| 18   | Nagaland                       | 931                    | 943                    | 900                    | 964                    |
| 19   | Madhya Pradesh                 | 931                    | 918                    | 919                    | 932                    |
| 20   | Maharashtra                    | 929                    | 894                    | 922                    | 913                    |
| 21   | Rajasthan                      | 928                    | 888                    | 921                    | 909                    |
| 22   | Gujarat                        | 919                    | 890                    | 920                    | 883                    |
| 23   | Bihar                          | 918                    | 935                    | 919                    | 942                    |
| 24   | Uttar Pradesh                  | 912                    | 902                    | 898                    | 916                    |
| 25   | Punjab                         | 895                    | 846                    | 876                    | 798                    |
| 26   | Sikkim                         | 890                    | 957                    | 875                    | 963                    |
| 27   | Jammu und Kashmir              | 889                    | 862                    | 892                    | 941                    |
| 28   | Haryana                        | 879                    | 834                    | 861                    | 819                    |
| -    | Andamanen und Nikobaren        | 876                    | 968                    | 846                    | 957                    |
| -    | Delhi                          | 868                    | 871                    | 821                    | 868                    |
| -    | Chandigarh                     | 818                    | 880                    | 777                    | 845                    |
| -    | Dadra und Nagar Haveli         | 774                    | 926                    | 812                    | 979                    |
| -    | Daman und Diu                  | 618                    | 904                    | 710                    | 926                    |
|      | Indien                         | 943                    | 919                    | 933                    | 927                    |

### Fertilitätsrate

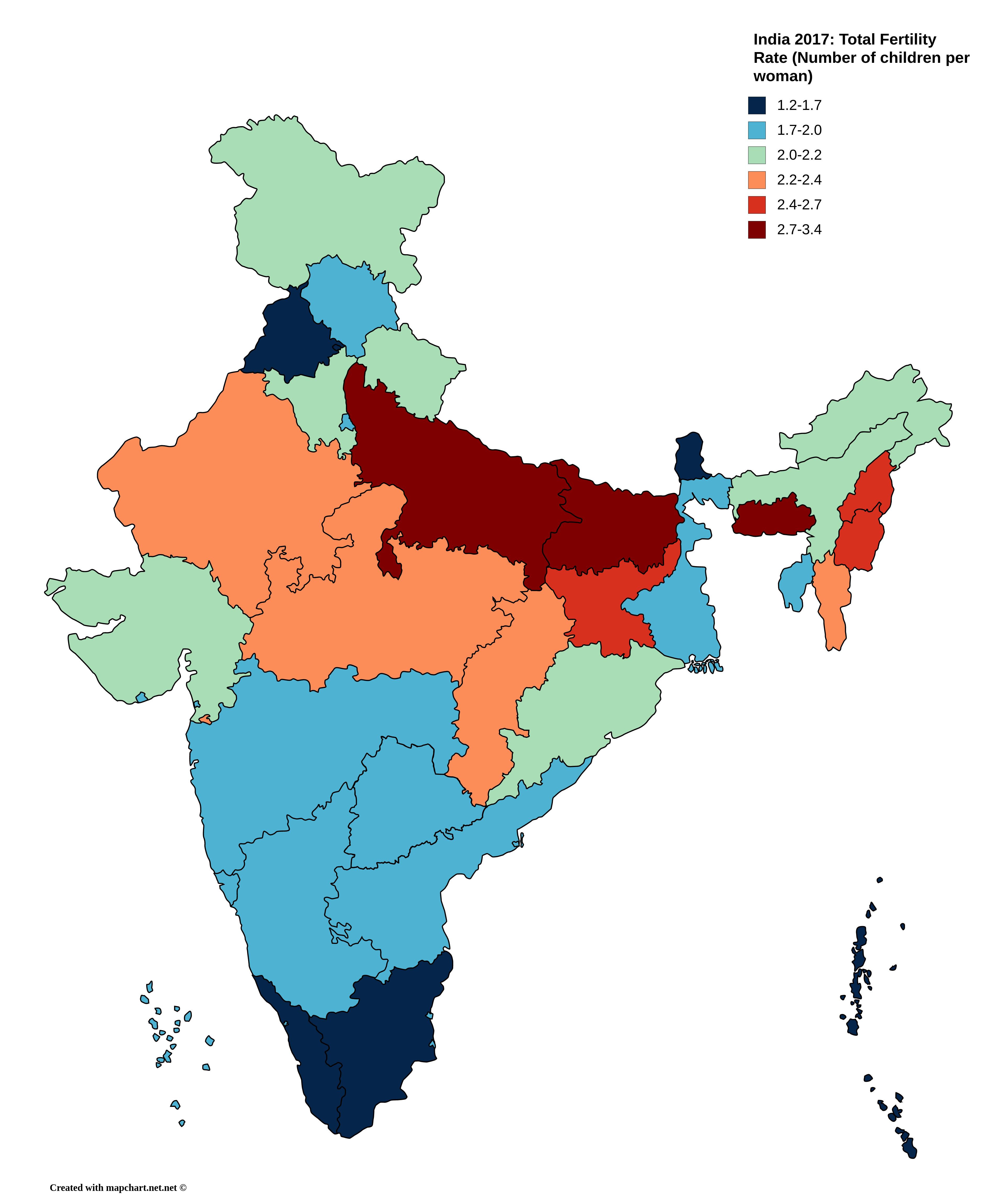
Indische Bundesstaaten nach Fertilitätsrate (2017)

Indische Bundesstaaten und Unionsterritorien nach ihrer Fertilitätsrate.
| Rang | Bundesstaat             | Fertilitätsrate pro Frau | Fertilitätsrate pro Frau | Fertilitätsrate pro Frau | Fertilitätsrate pro Frau |
| Rang | Bundesstaat             | 2019–2021                | 2016                     | 2013                     | 2009                     |
| ---- | ----------------------- | ------------------------ | ------------------------ | ------------------------ | ------------------------ |
| 01   | Bihar                   | 3,0                      | 3,3                      | 3,4                      | 3,9                      |
| 02   | Meghalaya               | 2,9                      | 2,9                      | 2,7                      | 3,0                      |
| 03   | Uttar Pradesh           | 2,4                      | 3,1                      | 3,1                      | 3,7                      |
| 04   | Jharkhand               | 2,3                      | 2,6                      | 2,7                      | 3,2                      |
| 05   | Manipur                 | 2,2                      | 1,4                      | 1,5                      | 1,7                      |
| 06   | Madhya Pradesh          | 2,0                      | 2,8                      | 2,9                      | 3,3                      |
| 06   | Rajasthan               | 2,0                      | 2,7                      | 2,9                      | 3,3                      |
| 08   | Assam                   | 1,9                      | 2,3                      | 2,3                      | 2,6                      |
| 08   | Haryana                 | 1,9                      | 2,3                      | 2,2                      | 2,5                      |
| 08   | Gujarat                 | 1,9                      | 2,2                      | 2,3                      | 2,5                      |
| 08   | Uttarakhand             | 1,9                      | 1,9                      | 1,9                      | 2,2                      |
| 08   | Mizoram                 | 1,9                      | …                        | 1,5                      | 1,8                      |
| 13   | Chhattisgarh            | 1,8                      | 2,5                      | 2,6                      | 3,0                      |
| 13   | Odisha                  | 1,8                      | 2,0                      | 2,1                      | 2,4                      |
| 13   | Kerala                  | 1,8                      | 1,8                      | 1,8                      | 1,7                      |
| 13   | Telangana               | 1,8                      | 1,7                      | …                        | …                        |
| 13   | Tamil Nadu              | 1,8                      | 1,6                      | 1,8                      | 1,8                      |
| 180  | Nagaland                | 1,7                      | 2,4                      | 2,1                      | 2,0                      |
| 18   | Karnataka               | 1,7                      | 1,8                      | 1,9                      | 2,0                      |
| 18   | Maharashtra             | 1,7                      | 1,8                      | 1,8                      | 1,9                      |
| 18   | Andhra Pradesh          | 1,7                      | 1,7                      | 1,8                      | 1,9                      |
| 18   | Himachal Pradesh        | 1,7                      | 1,7                      | 1,7                      | 1,9                      |
| 18   | Tripura                 | 1,7                      | …                        | 1,3                      | 1,5                      |
| 24   | Punjab                  | 1,6                      | 1,7                      | 1,7                      | 1,9                      |
| 24   | Delhi                   | 1,6                      | 1,6                      | 1,7                      | 1,9                      |
| 24   | Westbengalen            | 1,6                      | 1,6                      | 1,6                      | 1,9                      |
| 27   | Puducherry              | 1,5                      | 1,7                      | 1,7                      | 1,8                      |
| 28   | Jammu und Kashmir       | 1,4                      | 1,7                      | 1,9                      | 2,2                      |
| 28   | Chandigarh              | 1,4                      | 1,6                      | 1,5                      | 1,7                      |
| 28   | Lakshadweep             | 1,4                      | 1,5                      | 1,6                      | 1,7                      |
| 31   | Andamanen und Nikobaren | 1,3                      | 1,5                      | 0,7                      | 0,8                      |
| 31   | Goa                     | 1,3                      | 1,5                      | 1,4                      | 1,5                      |
| 33   | Sikkim                  | 1,1                      | 1,2                      | 1,5                      | 1,8                      |
| 0-   | Dadra und Nagar Haveli  | -                        | 2,3                      | 2,7                      | 3,0                      |
| 0-   | Daman und Diu           | -                        | 1,7                      | 1,9                      | 2,0                      |
|      | Indien                  | 2,0                      | 2,2                      | 2,3                      | 2,6                      |

### Lebenserwartung

Indische Bundesstaaten nach Lebenserwartung (2010–2016)

| Staat                                    | 2015–2016 | 2015–2016 | 2015–2016 | 2015–2016 | Änderung | 2019–2021 | 2019–2021 | 2019–2021 | 2019–2021 |
| Staat                                    | Ø         | Männer    | Frauen    | ♀-♂       | Änderung | Ø         | Männer    | Frauen    | ♀-♂       |
| ---------------------------------------- | --------- | --------- | --------- | --------- | -------- | --------- | --------- | --------- | --------- |
| Indien                                   | 66,6      | 64,3      | 69,2      | 4,9       | −0,8     | 65,8      | 62,9      | 68,9      | 6,0       |
| Nagaland                                 | 76,2      | 73,0      | 79,8      | 6,8       | −0,8     | 75,4      | 71,5      | 79,9      | 8,4       |
| Kerala                                   | 73,9      | 70,1      | 77,8      | 7,7       | −2,7     | 71,2      | 67,1      | 75,5      | 8,4       |
| Chandigarh                               | 73,3      | 69,1      | 79,5      | 10,4      | −6,8     | 66,5      | 64,1      | 69,4      | 5,3       |
| Dadra und Nagar Haveli                   | 73,0      | 73,4      | 72,7      | −0,7      | —        | —         | —         | —         | —         |
| Mizoram                                  | 72,1      | 66,1      | 81,0      | 14,9      | 0,0      | 72,1      | 66,9      | 78,4      | 11,5      |
| Punjab                                   | 71,1      | 69,0      | 73,5      | 4,5       | −4,9     | 66,2      | 63,3      | 69,4      | 6,1       |
| Himachal Pradesh                         | 70,8      | 67,5      | 74,3      | 6,8       | −0,2     | 70,6      | 67,9      | 73,2      | 5,3       |
| Maharashtra                              | 70,2      | 67,9      | 72,8      | 4,9       | −0,9     | 69,3      | 66,4      | 72,4      | 6,0       |
| Rajasthan                                | 70,2      | 67,3      | 73,4      | 6,1       | +1,3     | 71,5      | 68,1      | 75,4      | 7,3       |
| Manipur                                  | 70,1      | 66,0      | 74,5      | 8,5       | −2,5     | 67,6      | 63,7      | 71,7      | 8,0       |
| Sikkim                                   | 69,8      | 69,4      | 70,7      | 1,3       | −3,9     | 65,9      | 62,7      | 70,2      | 7,5       |
| Goa                                      | 69,7      | 66,1      | 74,0      | 7,9       | +3,6     | 73,3      | 68,7      | 79,1      | 10,4      |
| Jammu und Kashmir                        | 69,2      | 67,6      | 70,8      | 3,2       | +2,6     | 71,8      | 70,9      | 72,8      | 1,9       |
| Delhi                                    | 69,2      | 66,8      | 73,1      | 6,3       | −1,2     | 68,0      | 65,2      | 71,3      | 6,1       |
| Gujarat                                  | 68,7      | 65,9      | 72,0      | 6,1       | −1,0     | 67,7      | 64,3      | 71,5      | 7,2       |
| Lakshadweep                              | 68,5      | 65,9      | 71,6      | 5,7       | +2,7     | 71,2      | 66,1      | 76,3      | 10,2      |
| Meghalaya                                | 68,5      | 65,0      | 72,6      | 7,6       | +0,3     | 68,8      | 66,5      | 71,4      | 4,9       |
| Haryana                                  | 68,4      | 65,8      | 71,9      | 6,1       | −2,4     | 66,0      | 61,9      | 71,0      | 9,1       |
| Westbengalen                             | 68,3      | 67,4      | 69,2      | 1,8       | −3,6     | 64,7      | 63,0      | 66,6      | 3,6       |
| Karnataka                                | 68,2      | 64,6      | 72,3      | 7,7       | −0,9     | 67,3      | 63,2      | 72,0      | 8,8       |
| Tripura                                  | 67,8      | 64,4      | 71,8      | 7,4       | −1,8     | 66,0      | 63,7      | 68,6      | 4,9       |
| Uttarakhand                              | 67,6      | 64,1      | 71,6      | 7,5       | +0,7     | 68,3      | 65,4      | 71,4      | 6,0       |
| Andamanen und Nikobaren                  | 67,4      | 64,1      | 71,5      | 7,4       | −0,3     | 67,1      | 62,1      | 74,3      | 12,2      |
| Jharkhand                                | 66,7      | 64,9      | 68,6      | 3,7       | −2,0     | 64,7      | 62,7      | 66,7      | 4,0       |
| Chhattisgarh                             | 66,4      | 64,6      | 68,3      | 3,7       | −2,6     | 63,8      | 60,8      | 67,0      | 6,2       |
| Puducherry                               | 66,3      | 60,3      | 73,9      | 13,6      | −1,7     | 64,6      | 59,0      | 70,7      | 11,7      |
| Daman und Diu                            | 66,2      | 61,7      | 72,5      | 10,8      | —        | —         | —         | —         | —         |
| Madhya Pradesh                           | 66,0      | 63,6      | 68,8      | 5,2       | +0,2     | 66,2      | 63,2      | 69,5      | 6,3       |
| Uttar Pradesh                            | 64,9      | 63,3      | 66,6      | 3,3       | −1,9     | 63,0      | 60,6      | 65,6      | 5,0       |
| Odisha                                   | 64,7      | 63,4      | 66,1      | 2,7       | −0,5     | 64,2      | 61,4      | 67,1      | 5,7       |
| Arunachal Pradesh                        | 64,6      | 63,0      | 66,5      | 3,5       | +2,9     | 67,5      | 65,0      | 70,2      | 5,2       |
| Andhra Pradesh                           | 64,2      | 59,9      | 69,2      | 9,3       | −0,8     | 63,4      | 59,6      | 67,8      | 8,2       |
| Tamil Nadu                               | 63,6      | 60,2      | 67,4      | 7,2       | +0,3     | 63,9      | 59,3      | 69,1      | 9,8       |
| Assam                                    | 63,5      | 61,0      | 66,4      | 5,4       | +2,6     | 66,1      | 63,1      | 69,5      | 6,4       |
| Bihar                                    | 63,0      | 62,0      | 64,0      | 2,0       | +1,4     | 64,4      | 63,3      | 65,4      | 2,1       |
| Telangana                                | 62,4      | 58,4      | 66,8      | 8,4       | +1,4     | 63,8      | 60,4      | 67,3      | 6,9       |
| Dadra und Nagar Haveli und Daman und Diu | —         | —         | —         | —         | —        | 70,6      | 67,7      | 76,9      | 9,2       |

Quelle: NFHS via Yadav et al.
Indische Bundesstaaten und Unionsterritorien nach ihrer durchschnittliche Lebenserwartung bei der Geburt. Nicht zu allen Bundesstaaten und Unionsterritorien liegen Daten vor.
| Rang | Lebenserwartung 2010–2014 | Lebenserwartung 2010–2014 | Lebenserwartung 2010–2014 | Lebenserwartung 2010–2014 |
| Rang | Bundesstaat               | Gesamt                    | Männer                    | Frauen                    |
| ---- | ------------------------- | ------------------------- | ------------------------- | ------------------------- |
| 01   | Kerala                    | 74,9                      | 72,0                      | 77,8                      |
| 0-   | Delhi                     | 73,2                      | 72,0                      | 74,7                      |
| 02   | Jammu und Kashmir         | 72,6                      | 70,9                      | 74,9                      |
| 03   | Uttarakhand               | 71,7                      | 69,1                      | 74,5                      |
| 04   | Himachal Pradesh          | 71,6                      | 69,3                      | 74,1                      |
| 05   | Maharashtra               | 71,6                      | 69,9                      | 73,6                      |
| 06   | Punjab                    | 71,6                      | 69,7                      | 73,8                      |
| 07   | Tamil Nadu                | 70,6                      | 68,6                      | 72,7                      |
| 08   | Westbengalen              | 70,2                      | 68,9                      | 71,6                      |
| 09   | Karnataka                 | 68,8                      | 66,9                      | 70,8                      |
| 10   | Gujarat                   | 68,7                      | 66,6                      | 71,0                      |
| 11   | Haryana                   | 68,6                      | 66,3                      | 71,3                      |
| 12   | Andhra Pradesh            | 68,5                      | 66,3                      | 70,8                      |
| 13   | Bihar                     | 68,1                      | 67,8                      | 68,4                      |
| 14   | Rajasthan                 | 67,7                      | 65,5                      | 70,2                      |
| 15   | Jharkhand                 | 66,6                      | 66,2                      | 66,9                      |
| 16   | Odisha                    | 65,8                      | 64,7                      | 67,1                      |
| 17   | Chhattisgarh              | 64,8                      | 63,3                      | 66,3                      |
| 18   | Madhya Pradesh            | 64,2                      | 62,5                      | 66,0                      |
| 19   | Uttar Pradesh             | 64,1                      | 62,9                      | 65,4                      |
| 20   | Assam                     | 63,9                      | 62,7                      | 65,5                      |
|      | Indien                    | 67,9                      | 66,4                      | 69,6                      |

### Alphabetisierung

Indische Bundesstaaten nach Alphabetisierungsrate (2011)

Indische Bundesstaaten und Unionsterritorien nach ihrer Alphabetisierungsrate (Volkszählung 2011).
| Rang | Bundesstaat                    | Alphabetisierungsrate 2011 | Alphabetisierungsrate 2011 | Alphabetisierungsrate 2011 |
| Rang | Bundesstaat                    | Gesamt                     | Männer                     | Frauen                     |
| ---- | ------------------------------ | -------------------------- | -------------------------- | -------------------------- |
| 1    | Kerala                         | 94,00 %                    | 96,11 %                    | 92,07 %                    |
| -    | Lakshadweep                    | 91,85 %                    | 95,56 %                    | 87,95 %                    |
| 2    | Mizoram                        | 91,33 %                    | 93,35 %                    | 89,27 %                    |
| 3    | Goa                            | 88,70 %                    | 92,65 %                    | 84,66 %                    |
| 4    | Tripura                        | 87,22 %                    | 91,53 %                    | 82,73 %                    |
| -    | Daman und Diu                  | 87,10 %                    | 91,54 %                    | 79,55 %                    |
| -    | Andamanen und Nikobaren        | 86,63 %                    | 90,27 %                    | 82,43 %                    |
| -    | Delhi                          | 86,21 %                    | 90,94 %                    | 80,76 %                    |
| -    | Chandigarh                     | 86,05 %                    | 89,99 %                    | 81,19 %                    |
| -    | Puducherry                     | 85,85 %                    | 91,26 %                    | 80,67 %                    |
| 5    | Himachal Pradesh               | 82,80 %                    | 89,53 %                    | 75,93 %                    |
| 6    | Maharashtra                    | 82,34 %                    | 88,38 %                    | 75,87 %                    |
| 7    | Sikkim                         | 81,42 %                    | 86,55 %                    | 75,61 %                    |
| 8    | Tamil Nadu                     | 80,09 %                    | 86,77 %                    | 73,44 %                    |
| 9    | Nagaland                       | 79,55 %                    | 82,75 %                    | 76,11 %                    |
| 10   | Uttarakhand                    | 78,82 %                    | 87,40 %                    | 70,01 %                    |
| 11   | Gujarat                        | 78,03 %                    | 85,75 %                    | 69,68 %                    |
| 12   | Manipur                        | 76,94 %                    | 83,58 %                    | 70,26 %                    |
| 13   | Westbengalen                   | 76,26 %                    | 81,69 %                    | 70,54 %                    |
| -    | Dadra und Nagar Haveli         | 76,24 %                    | 85,17 %                    | 64,32 %                    |
| 14   | Punjab                         | 75,84 %                    | 80,44 %                    | 70,73 %                    |
| 15   | Haryana                        | 75,55 %                    | 84,06 %                    | 65,94 %                    |
| 16   | Karnataka                      | 75,36 %                    | 82,47 %                    | 68,08 %                    |
| 17   | Meghalaya                      | 74,43 %                    | 75,95 %                    | 72,89 %                    |
| 18   | Odisha                         | 72,87 %                    | 81,59 %                    | 64,01 %                    |
| 19   | Assam                          | 72,19 %                    | 77,85 %                    | 66,27 %                    |
| 20   | Chhattisgarh                   | 70,28 %                    | 80,27 %                    | 60,24 %                    |
| 21   | Madhya Pradesh                 | 69,32 %                    | 78,73 %                    | 59,24 %                    |
| 22   | Uttar Pradesh                  | 67,68 %                    | 77,28 %                    | 57,18 %                    |
| 23   | Jammu und Kashmir              | 67,16 %                    | 76,75 %                    | 56,43 %                    |
| 24   | Andhra Pradesh (mit Telangana) | 67,02 %                    | 74,88 %                    | 59,15 %                    |
| 25   | Jharkhand                      | 66,41 %                    | 76,84 %                    | 55,42 %                    |
| 26   | Rajasthan                      | 66,11 %                    | 79,19 %                    | 52,12 %                    |
| 27   | Arunachal Pradesh              | 65,38 %                    | 72,55 %                    | 57,70 %                    |
| 28   | Bihar                          | 61,80 %                    | 71,20 %                    | 51,50 %                    |
|      | Indien                         | 74,04 %                    | 82,14 %                    | 65,46 %                    |

### Urbanisierung
Indische Bundesstaaten und Unionsterritorien nach dem Anteil der urbanen Bevölkerung (Volkszählung 2011).
| Rang | Bundesstaat             | Bevölkerung in % | Bevölkerung in % |
| Rang | Bundesstaat             | Stadt            | Land             |
| ---- | ----------------------- | ---------------- | ---------------- |
| 0-   | Delhi                   | 97,50 %          | 02,50 %          |
| 0-   | Chandigarh              | 97,25 %          | 02,75 %          |
| 0-   | Lakshadweep             | 78,07 %          | 21,93 %          |
| 0-   | Daman und Diu           | 75,17 %          | 24,83 %          |
| 0-   | Puducherry              | 68,33 %          | 31,67 %          |
| 01   | Goa                     | 62,17 %          | 37,83 %          |
| 02   | Mizoram                 | 52,11 %          | 47,89 %          |
| 03   | Tamil Nadu              | 48,40 %          | 51,60 %          |
| 04   | Kerala                  | 47,70 %          | 52,30 %          |
| 0-   | Dadra und Nagar Haveli  | 46,72 %          | 53,28 %          |
| 05   | Maharashtra             | 45,22 %          | 54,78 %          |
| 06   | Gujarat                 | 42,60 %          | 57,40 %          |
| 07   | Telangana               | 38,88 %          | 61,12 %          |
| 08   | Karnataka               | 38,67 %          | 61,33 %          |
| 0-   | Andamanen und Nikobaren | 37,70 %          | 62,30 %          |
| 09   | Punjab                  | 37,48 %          | 62,52 %          |
| 10   | Haryana                 | 34,88 %          | 65,12 %          |
| 11   | Westbengalen            | 31,87 %          | 68,13 %          |
| 12   | Uttarakhand             | 30,23 %          | 69,77 %          |
| 13   | Andhra Pradesh          | 29,47 %          | 70,53 %          |
| 14   | Manipur                 | 29,21 %          | 70,79 %          |
| 15   | Nagaland                | 28,86 %          | 71,14 %          |
| 16   | Madhya Pradesh          | 27,63 %          | 72,37 %          |
| 17   | Jammu und Kashmir       | 27,38 %          | 72,62 %          |
| 18   | Tripura                 | 26,17 %          | 73,83 %          |
| 19   | Sikkim                  | 25,15 %          | 74,85 %          |
| 20   | Rajasthan               | 24,87 %          | 75,13 %          |
| 21   | Jharkhand               | 24,05 %          | 75,95 %          |
| 22   | Chhattisgarh            | 23,24 %          | 76,76 %          |
| 23   | Arunachal Pradesh       | 22,94 %          | 77,06 %          |
| 24   | Uttar Pradesh           | 22,27 %          | 77,73 %          |
| 25   | Meghalaya               | 20,07 %          | 79,93 %          |
| 26   | Odisha                  | 16,69 %          | 83,31 %          |
| 27   | Assam                   | 14,10 %          | 85,90 %          |
| 28   | Bihar                   | 11,29 %          | 88,71 %          |
| 29   | Himachal Pradesh        | 10,03 %          | 89,97 %          |
|      | Indien                  | 31,14 %          | 68,86 %          |

## Wirtschaft

### Bruttoinlandsprodukt
Indische Bundesstaaten und Unionsterritorien nach ihrem Bruttoinlandsprodukt berechnet in Indischen Rupien und US-Dollar (Kaufkraftparität).
| Rang | Bundesstaat             | BIP 2016–2017 in Mrd. Rupien ₹ | BIP KKP in Mrd. US-$ |
| ---- | ----------------------- | ------------------------------ | -------------------- |
| 1    | Maharashtra             | 22.677,890                     | 1.280,875            |
| 2    | Tamil Nadu              | 12.985,120                     | 733,415              |
| 3    | Uttar Pradesh           | 12.325,660                     | 696,168              |
| 4    | Gujarat                 | 11.581,510                     | 654,138              |
| 5    | Karnataka               | 11.323,920                     | 639,588              |
| 6    | Westbengalen            | 8.791,670                      | 496,564              |
| 7    | Rajasthan               | 7.592,340                      | 428,825              |
| 8    | Andhra Pradesh          | 6.993,070                      | 394,977              |
| 9    | Telangana               | 6.590,730                      | 372,252              |
| 10   | Madhya Pradesh          | 6.473,030                      | 365,604              |
| 11   | Kerala                  | 6.217,000                      | 351,144              |
| -    | Delhi                   | 6.168,250                      | 348,390              |
| 12   | Haryana                 | 5.473,960                      | 309,176              |
| 13   | Bihar                   | 4.380,300                      | 247,405              |
| 14   | Punjab                  | 4.283,400                      | 241,932              |
| 15   | Odisha                  | 3.772,010                      | 213,048              |
| 16   | Chhattisgarh            | 2.622,630                      | 148,129              |
| 17   | Assam                   | 2.543,410                      | 143,655              |
| 18   | Jharkhand               | 2.355,600                      | 133,047              |
| 19   | Uttarakhand             | 1.956,060                      | 110,481              |
| 20   | Jammu und Kashmir       | 1.268,460                      | 71,644               |
| 21   | Himachal Pradesh        | 1.260,200                      | 71,178               |
| 22   | Goa                     | 626,610                        | 35,392               |
| 23   | Tripura                 | 343,680                        | 19,635               |
| -    | Chandigarh              | 318,230                        | 17,974               |
| -    | Puducherry              | 292,790                        | 16,537               |
| 24   | Meghalaya               | 272,280                        | 15,379               |
| 25   | Nagaland                | 214,870                        | 12,136               |
| 26   | Manipur                 | 210,650                        | 11,898               |
| 27   | Arunachal Pradesh       | 202,590                        | 11,443               |
| 28   | Sikkim                  | 200,200                        | 11,308               |
| 29   | Mizoram                 | 176,130                        | 9,948                |
| -    | Andamanen und Nikobaren | 66,490                         | 3,755                |
|      | Indien                  | 152.510,280                    | 8.613,967            |

### Bruttoinlandsprodukt pro Kopf

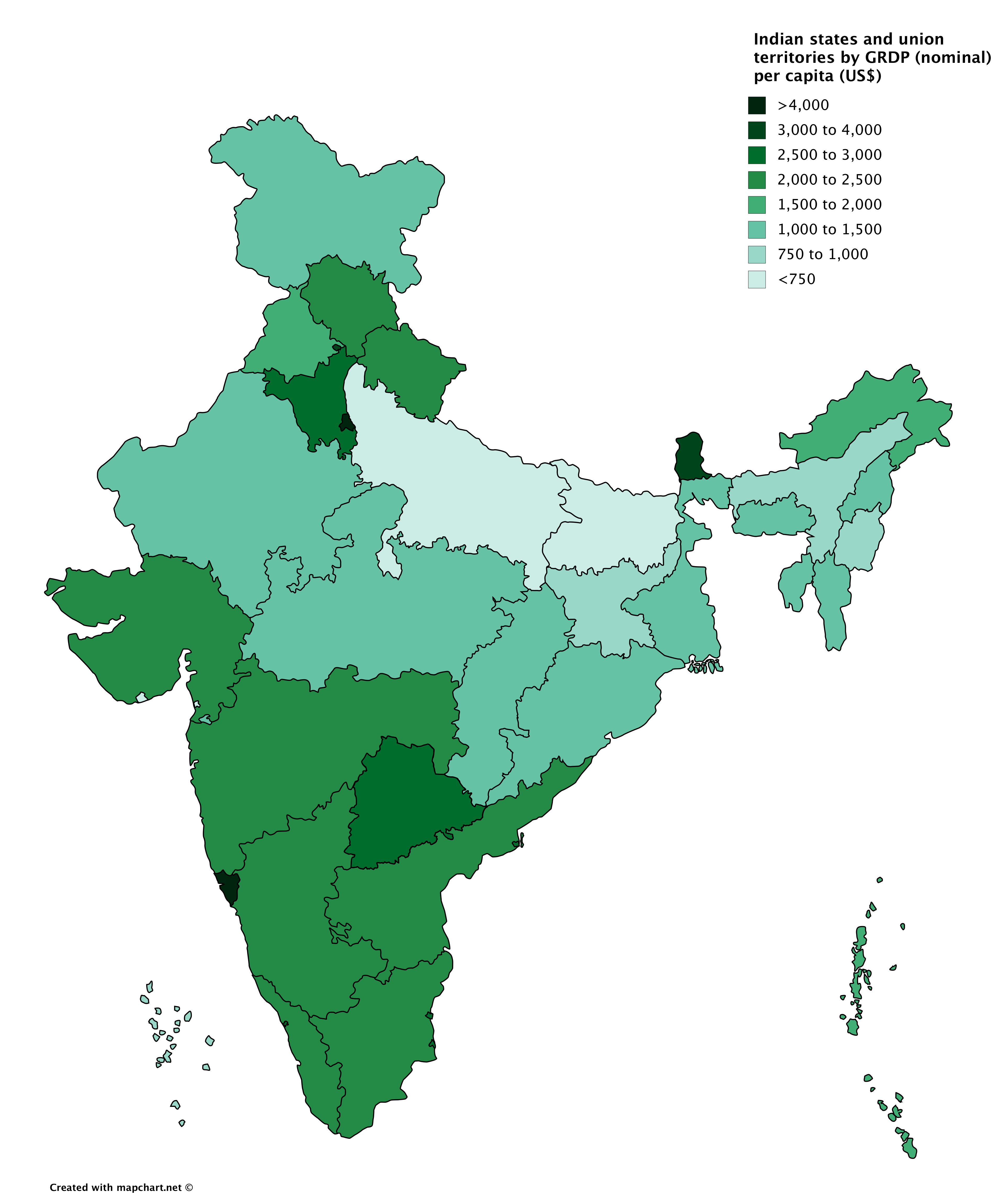
Indische Bundesstaaten nach BIP pro Kopf (in US-Dollar)

Indische Bundesstaaten und Unionsterritorien nach ihrem Bruttoinlandsprodukt pro Kopf berechnet in Indischen Rupien und US-Dollar (Kaufkraftparität).
| Rang | Bundesstaat             | BIP / Kopf in Rupien ₹ | BIP KKP / Kopf in US-$ | Jahr      |
| ---- | ----------------------- | ---------------------- | ---------------------- | --------- |
| 1    | Goa                     | 267.329                | 15.273                 | 2015–2016 |
| -    | Delhi                   | 249.555                | 14.098                 | 2016–2017 |
| -    | Chandigarh              | 206.557                | 11.667                 | 2016–2017 |
| 2    | Sikkim                  | 205.112                | 11.585                 | 2016–2017 |
| 3    | Haryana                 | 143.211                | 8.089                  | 2016–2017 |
| -    | Puducherry              | 137.088                | 7.743                  | 2016–2017 |
| 4    | Uttarakhand             | 133.246                | 7.526                  | 2016–2017 |
| 5    | Gujarat                 | 132.773                | 7.499                  | 2016–2017 |
| 6    | Maharashtra             | 131.139                | 7.407                  | 2016–2017 |
| 7    | Kerala                  | 128.347                | 7.249                  | 2016–2017 |
| 8    | Himachal Pradesh        | 121.843                | 6.882                  | 2016–2017 |
| 9    | Karnataka               | 120.496                | 6.806                  | 2016–2017 |
| 10   | Tamil Nadu              | 118.915                | 6.716                  | 2016–2017 |
| 11   | Telangana               | 118.684                | 6.703                  | 2016–2017 |
| -    | Andamanen und Nikobaren | 107.873                | 6.163                  | 2015–2016 |
| 12   | Punjab                  | 103.726                | 5.859                  | 2016–2017 |
| 13   | Arunachal Pradesh       | 101.278                | 5.720                  | 2016–2017 |
| 14   | Andhra Pradesh          | 95.566                 | 5.398                  | 2016–2017 |
| 15   | Westbengalen            | 95.562                 | 5.288                  | 2017–2018 |
| 16   | Mizoram                 | 91.985                 | 5.196                  | 2015–2016 |
| 17   | Rajasthan               | 72.072                 | 4.071                  | 2016–2017 |
| 18   | Chhattisgarh            | 71.214                 | 4.022                  | 2016–2017 |
| 19   | Tripura                 | 64.173                 | 3.666                  | 2015–2016 |
| 20   | Odisha                  | 63.674                 | 3.596                  | 2016–2017 |
| 21   | Meghalaya               | 61.670                 | 3.483                  | 2016–2017 |
| 22   | Nagaland                | 61.363                 | 3.506                  | 2015–2016 |
| 23   | Jammu und Kashmir       | 60.171                 | 3.438                  | 2015–2016 |
| 24   | Jharkhand               | 54.201                 | 3.061                  | 2016–2017 |
| 25   | Madhya Pradesh          | 52.406                 | 2.960                  | 2016–2017 |
| 26   | Assam                   | 48.465                 | 2.769                  | 2015–2016 |
| 27   | Manipur                 | 45.652                 | 2.608                  | 2015–2016 |
| 28   | Uttar Pradesh           | 38.884                 | 2.196                  | 2016–2017 |
| 29   | Bihar                   | 26.693                 | 1.508                  | 2016–2017 |
|      | Indien                  | 126.349                | 6.992                  | 2017–2018 |

### Beschäftigung und Arbeitslosigkeit
Folgende Tabelle listet Indische Bundesstaaten und Unionsterritorien nach der Arbeitslosenquote und der Beschäftigungsrate (Stand: April 2018):
| Rang | Bundesstaat       | Beschäftigungsquote (in %) | Beschäftigungsquote (in %) | Beschäftigungsquote (in %) | Arbeitslosenquote (in %) | Arbeitslosenquote (in %) | Arbeitslosenquote (in %) |
| Rang | Bundesstaat       | Gesamt                     | Männer                     | Frauen                     | Gesamt                   | Männer                   | Frauen                   |
| ---- | ----------------- | -------------------------- | -------------------------- | -------------------------- | ------------------------ | ------------------------ | ------------------------ |
| 1    | Tripura           | 58,00 %                    | 83,38 %                    | 32,47 %                    | 23,42 %                  | 11,82 %                  | 53,41 %                  |
| 2    | Meghalaya         | 57,87 %                    | 76,58 %                    | 41,28 %                    | 5,84 %                   | 2,97 %                   | 10,57 %                  |
| 3    | Telangana         | 50,75 %                    | 74,26 %                    | 25,97 %                    | 0,92 %                   | 1,14 %                   | 0,25 %                   |
| 4    | Tamil Nadu        | 48,65 %                    | 71,76 %                    | 24,96 %                    | 2,03 %                   | 1,47 %                   | 3,69 %                   |
| 5    | Goa               | 47,50 %                    | 69,49 %                    | 26,03 %                    | 3,88 %                   | 1,55 %                   | 9,96 %                   |
| 6    | Assam             | 47,02 %                    | 79,13 %                    | 13,60 %                    | 6,60 %                   | 4,08 %                   | 21,89 %                  |
| 7    | Westbengalen      | 46,36 %                    | 77,95 %                    | 13,58 %                    | 6,63 %                   | 5,09 %                   | 15,80 %                  |
| 8    | Maharashtra       | 45,89 %                    | 69,42 %                    | 20,24 %                    | 3,69 %                   | 3,18 %                   | 5,59 %                   |
| 9    | Gujarat           | 45,41 %                    | 74,98 %                    | 12,57 %                    | 4,77 %                   | 3,71 %                   | 11,78 %                  |
| 10   | Karnataka         | 44,61 %                    | 74,14 %                    | 11,49 %                    | 2,13 %                   | 1,47 %                   | 6,89 %                   |
| 11   | Himachal Pradesh  | 44,53 %                    | 75,27 %                    | 11,07 %                    | 15,36 %                  | 10,26 %                  | 53,13 %                  |
| 12   | Andhra Pradesh    | 43,29 %                    | 72,60 %                    | 12,89 %                    | 4,23 %                   | 3,85 %                   | 6,49 %                   |
| 13   | Punjab            | 43,20 %                    | 74,75 %                    | 5,42 %                     | 7,28 %                   | 5,45 %                   | 37,51 %                  |
| 14   | Odisha            | 42,93 %                    | 75,36 %                    | 8,12 %                     | 6,61 %                   | 5,35 %                   | 19,15 %                  |
| 15   | Haryana           | 42,00 %                    | 70,02 %                    | 7,28 %                     | 16,52 %                  | 13,62 %                  | 51,01 %                  |
| 16   | Jharkhand         | 41,20 %                    | 73,93 %                    | 3,29 %                     | 10,06 %                  | 8,93 %                   | 39,38 %                  |
| -    | Puducherry        | 41,14 %                    | 66,45 %                    | 16,35 %                    | 1,74 %                   | 0,89 %                   | 5,10 %                   |
| 17   | Chhattisgarh      | 40,79 %                    | 70,09 %                    | 10,14 %                    | 3,21 %                   | 2,63 %                   | 7,40 %                   |
| 18   | Madhya Pradesh    | 40,10 %                    | 69,47 %                    | 4,52 %                     | 4,50 %                   | 4,02 %                   | 13,58 %                  |
| -    | Delhi             | 39,59 %                    | 65,98 %                    | 9,32 %                     | 9,20 %                   | 6,16 %                   | 33,86 %                  |
| 19   | Jammu und Kashmir | 39,40 %                    | 68,05 %                    | 7,33 %                     | 11,12 %                  | 7,29 %                   | 50,87 %                  |
| 20   | Bihar             | 39,34 %                    | 71,39 %                    | 1,88 %                     | 7,77 %                   | 7,26 %                   | 30,25 %                  |
| 21   | Rajasthan         | 38,86 %                    | 68,45 %                    | 2,78 %                     | 7,76 %                   | 6,79 %                   | 36,64 %                  |
| 22   | Uttar Pradesh     | 38,58 %                    | 69,10 %                    | 4,13 %                     | 5,87 %                   | 4,73 %                   | 27,45 %                  |
| -    | Chandigarh        | 36,13 %                    | 61,77 %                    | 6,68 %                     | 10,32 %                  | 7,29 %                   | 42,50 %                  |
| 23   | Kerala            | 35,59 %                    | 63,57 %                    | 8,46 %                     | 6,81 %                   | 2,07 %                   | 41,32 %                  |
| 24   | Uttarakhand       | 34,83 %                    | 65,04 %                    | 3,30 %                     | 1,23 %                   | 1,29 %                   | 0,13 %                   |
|      | Indien            | 42,70 %                    | 71,68 %                    | 10,65 %                    | 5,67 %                   | 4,61 %                   | 13,57 %                  |

### Armutsquote
Indische Bundesstaaten und Unionsterritorien nach ihrer Armutsquote (Stand: 2011/12).
| Rang | Bundesstaat                    | Armutsquote in % | Anzahl arme Personen in 1000 |
| ---- | ------------------------------ | ---------------- | ---------------------------- |
| 1    | Chhattisgarh                   | 39,93 %          | 10.411                       |
| -    | Dadra und Nagar Haveli         | 39,31 %          | 143                          |
| 2    | Jharkhand                      | 36,96 %          | 12.433                       |
| 3    | Manipur                        | 36,89 %          | 1.022                        |
| 4    | Arunachal Pradesh              | 34,67 %          | 491                          |
| 5    | Bihar                          | 33,74 %          | 35.815                       |
| 6    | Odisha                         | 32,59 %          | 13.853                       |
| 7    | Assam                          | 31,98 %          | 10.127                       |
| 8    | Madhya Pradesh                 | 31,65 %          | 23.406                       |
| 9    | Uttar Pradesh                  | 29,43 %          | 59.819                       |
| -    | Chandigarh                     | 21,81 %          | 235                          |
| 10   | Karnataka                      | 20,91 %          | 12.976                       |
| 11   | Mizoram                        | 20,40 %          | 227                          |
| 12   | Westbengalen                   | 19,98 %          | 18.498                       |
| 13   | Nagaland                       | 18,88 %          | 376                          |
| 14   | Maharashtra                    | 17,35 %          | 19.792                       |
| 15   | Gujarat                        | 16,63 %          | 10.223                       |
| 16   | Rajasthan                      | 14,71 %          | 10.292                       |
| 17   | Tripura                        | 14,05 %          | 524                          |
| 18   | Meghalaya                      | 11,87 %          | 361                          |
| 19   | Tamil Nadu                     | 11,28 %          | 8.263                        |
| 20   | Uttarakhand                    | 11,26 %          | 1.160                        |
| 21   | Haryana                        | 11,16 %          | 2.883                        |
| 22   | Jammu und Kashmir              | 10,35 %          | 1.327                        |
| -    | Delhi                          | 9,91 %           | 1.696                        |
| -    | Daman und Diu                  | 9,86 %           | 26                           |
| -    | Puducherry                     | 9,69 %           | 124                          |
| 23   | Andhra Pradesh (mit Telangana) | 9,20 %           | 7.878                        |
| 24   | Punjab                         | 8,26 %           | 2.318                        |
| 25   | Sikkim                         | 8,19 %           | 51                           |
| 26   | Himachal Pradesh               | 8,06 %           | 559                          |
| 27   | Kerala                         | 7,05 %           | 2.395                        |
| 28   | Goa                            | 5,09 %           | 75                           |
| -    | Lakshadweep                    | 2,77 %           | 2                            |
| -    | Andamanen und Nikobaren        | 1,00 %           | 4                            |
|      | Indien                         | 21,92 %          | 269.783                      |

### Elektrifizierung
Indische Bundesstaaten und Unionsterritorien nach dem Anteil der Bevölkerung mit Zugang zu Elektrizität. Die Daten sind Ergebnisse der Volkszählung 2011.
| Rang | Bundesstaat                    | Anteil mit Zugang zu Elektrizität (in %) |
| ---- | ------------------------------ | ---------------------------------------- |
| 0-   | Lakshadweep                    | 99,7 %                                   |
| 0-   | Daman und Diu                  | 99,1 %                                   |
| 0-   | Delhi                          | 99,1 %                                   |
| 0-   | Chandigarh                     | 98,4 %                                   |
| 0-   | Puducherry                     | 97,7 %                                   |
| 01   | Goa                            | 96,9 %                                   |
| 02   | Himachal Pradesh               | 96,8 %                                   |
| 03   | Punjab                         | 96,6 %                                   |
| 04   | Tamil Nadu                     | 93,4 %                                   |
| 05   | Sikkim                         | 92,5 %                                   |
| 06   | Andhra Pradesh (mit Telangana) | 92,2 %                                   |
| 07   | Haryana                        | 90,5 %                                   |
| 08   | Kerala                         | 90,4 %                                   |
| 09   | Gujarat                        | 90,0 %                                   |
| 10   | Karnataka                      | 89,2 %                                   |
| 0-   | Andamanen und Nikobaren        | 86,1 %                                   |
| 0-   | Dadra und Nagar Haveli         | 85,2 %                                   |
| 11   | Jammu und Kashmir              | 85,1 %                                   |
| 12   | Mizoram                        | 84,2 %                                   |
| 13   | Maharashtra                    | 83,9 %                                   |
| 14   | Nagaland                       | 81,6 %                                   |
| 15   | Uttarakhand                    | 77,0 %                                   |
| 16   | Chhattisgarh                   | 75,3 %                                   |
| 17   | Madhya Pradesh                 | 70,0 %                                   |
| 18   | Tripura                        | 68,4 %                                   |
| 19   | Manipur                        | 68,3 %                                   |
| 20   | Rajasthan                      | 67,0 %                                   |
| 21   | Arunachal Pradesh              | 65,7 %                                   |
| 22   | Meghalaya                      | 60,9 %                                   |
| 23   | Westbengalen                   | 54,5 %                                   |
| 24   | Jharkhand                      | 45,8 %                                   |
| 25   | Odisha                         | 43,0 %                                   |
| 26   | Assam                          | 37,0 %                                   |
| 27   | Uttar Pradesh                  | 36,8 %                                   |
| 28   | Bihar                          | 16,4 %                                   |
|      | Indien                         | 67,2 %                                   |

### Index der menschlichen Entwicklung

HDI-Werte in Indien (2006)

Alle Bundesstaaten Indiens und 7 Unionsterritorien Indiens nach Human Development Index von 1990 bis 2017.
| Rang | Bundesstaat             | HDI 1990 | HDI 2000 | HDI 2010 | HDI 2017 | Steigerung 1990–2017 |
| ---- | ----------------------- | -------- | -------- | -------- | -------- | -------------------- |
| 01   | Kerala                  | 0,555    | 0,608    | 0,731    | 0,784    | ▲ 0,229              |
| 0-   | Chandigarh              | 0,635    | 0,641    | 0,658    | 0,774    | ▲ 0,139              |
| 02   | Goa                     | 0,562    | 0,620    | 0,750    | 0,764    | ▲ 0,202              |
| 0-   | Lakshadweep             | 0,696    | 0,709    | 0,728    | 0,749    | ▲ 0,053              |
| 0-   | Delhi                   | 0,581    | 0,672    | 0,717    | 0,744    | ▲ 0,163              |
| 0-   | Andamanen und Nikobaren | 0,691    | 0,703    | 0,721    | 0,742    | ▲ 0,051              |
| 0-   | Puducherry              | 0,724    | 0,736    | 0,755    | 0,739    | ▲ 0,015              |
| 03   | Punjab                  | 0,500    | 0,581    | 0,664    | 0,721    | ▲ 0,221              |
| 04   | Himachal Pradesh        | 0,481    | 0,595    | 0,675    | 0,720    | ▲ 0,239              |
| 05   | Sikkim                  | 0,540    | 0,549    | 0,641    | 0,716    | ▲ 0,176              |
| 06   | Tamil Nadu              | 0,470    | 0,545    | 0,655    | 0,708    | ▲ 0,238              |
| 0-   | Daman und Diu           | 0,653    | 0,668    | 0,686    | 0,706    | ▲ 0,053              |
| 07   | Haryana                 | 0,464    | 0,549    | 0,640    | 0,704    | ▲ 0,240              |
| 08   | Mizoram                 | 0,537    | 0,573    | 0,694    | 0,697    | ▲ 0,160              |
| 09   | Manipur                 | 0,500    | 0,562    | 0,690    | 0,695    | ▲ 0,195              |
| 10   | Maharashtra             | 0,497    | 0,559    | 0,650    | 0,695    | ▲ 0,198              |
| 11   | Jammu und Kashmir       | 0,497    | 0,529    | 0,647    | 0,684    | ▲ 0,187              |
| 12   | Karnataka               | 0,443    | 0,517    | 0,611    | 0,682    | ▲ 0,239              |
| 13   | Uttarakhand             | 0,623    | 0,626    | 0,642    | 0,677    | ▲ 0,054              |
| 14   | Nagaland                | 0,545    | 0,523    | 0,666    | 0,676    | ▲ 0,131              |
| 15   | Gujarat                 | 0,469    | 0,526    | 0,608    | 0,667    | ▲ 0,198              |
| 16   | Telangana               | 0,621    | 0,628    | 0,643    | 0,664    | ▲ 0,043              |
| 0-   | Dadra und Nagar Haveli  | 0,673    | 0,685    | 0,703    | 0,661    | ▼ −0,012             |
| 17   | Arunachal Pradesh       | 0,438    | 0,501    | 0,639    | 0,658    | ▲ 0,210              |
| 18   | Tripura                 | 0,442    | 0,531    | 0,613    | 0,655    | ▲ 0,213              |
| 19   | Meghalaya               | 0,461    | 0,468    | 0,621    | 0,650    | ▲ 0,189              |
| 20   | Andhra Pradesh          | 0,423    | 0,474    | 0,580    | 0,643    | ▲ 0,220              |
| 21   | Westbengalen            | 0,438    | 0,506    | 0,576    | 0,637    | ▲ 0,199              |
| 22   | Rajasthan               | 0,400    | 0,461    | 0,547    | 0,621    | ▲ 0,221              |
| 23   | Assam                   | 0,402    | 0,486    | 0,566    | 0,605    | ▲ 0,203              |
| 24   | Chhattisgarh            | 0,552    | 0,555    | 0,569    | 0,600    | ▲ 0,048              |
| 25   | Odisha                  | 0,392    | 0,451    | 0,534    | 0,597    | ▲ 0,205              |
| 26   | Madhya Pradesh          | 0,400    | 0,450    | 0,534    | 0,594    | ▲ 0,194              |
| 27   | Jharkhand               | 0,553    | 0,557    | 0,574    | 0,589    | ▲ 0,036              |
| 28   | Uttar Pradesh           | 0,389    | 0,453    | 0,530    | 0,583    | ▲ 0,194              |
| 29   | Bihar                   | 0,372    | 0,430    | 0,512    | 0,566    | ▲ 0,194              |
|      | Indien                  | 0,428    | 0,493    | 0,581    | 0,639    | ▲ 0,211              |

### Gender Development Report
Bundesstaaten und Unionsterritorien Indiens nach ihrem Gender Development Index (Stand: 2006). Je kleiner der GDI ist, desto stärker sind Frauen gegenüber Männern benachteiligt bezüglich der im HDI erfassten Lebensqualitäten.
| Rang | Bundesstaat                    | Gender Development Index |
| ---- | ------------------------------ | ------------------------ |
| 01   | Kerala                         | 0,836                    |
| 02   | Goa                            | 0,792                    |
| 0-   | Chandigarh                     | 0,765                    |
| 03   | Manipur                        | 0,762                    |
| 0-   | Lakshadweep                    | 0,729                    |
| 0-   | Puducherry                     | 0,725                    |
| 04   | Nagaland                       | 0,719                    |
| 0-   | Daman und Diu                  | 0,715                    |
| 0-   | Andamanen und Nikobaren        | 0,701                    |
| 05   | Maharashtra                    | 0,699                    |
| 06   | Mizoram                        | 0,695                    |
| 07   | Tamil Nadu                     | 0,682                    |
| 0-   | Dadra und Nagar Haveli         | 0,682                    |
| 0-   | Delhi                          | 0,675                    |
| 08   | Westbengalen                   | 0,668                    |
| 09   | Punjab                         | 0,665                    |
| 10   | Sikkim                         | 0,657                    |
| 11   | Tripura                        | 0,643                    |
| 12   | Himachal Pradesh               | 0,634                    |
| 13   | Karnataka                      | 0,632                    |
| 14   | Arunachal Pradesh              | 0,624                    |
| 14   | Uttarakhand                    | 0,624                    |
| 16   | Haryana                        | 0,604                    |
| 17   | Jammu und Kashmir              | 0,601                    |
| 18   | Gujarat                        | 0,599                    |
| 19   | Jharkhand                      | 0,594                    |
| 20   | Andhra Pradesh (mit Telangana) | 0,588                    |
| 21   | Meghalaya                      | 0,562                    |
| 22   | Bihar                          | 0,542                    |
| 23   | Rajasthan                      | 0,527                    |
| 24   | Chhattisgarh                   | 0,523                    |
| 25   | Assam                          | 0,495                    |
| 26   | Uttar Pradesh                  | 0,490                    |
| 27   | Odisha                         | 0,474                    |
| 28   | Madhya Pradesh                 | 0,461                    |
|      | Indien                         | 0,577                    |